# The Host
The Host (en hangul, 괴물; romanización revisada, Gwoemul; literalmente, «Monstruo») es una película de monstruos y terror surcoreana dirigida por Bong Joon-ho y protagonizada por Song Kang-ho, Byun Hee-bong, Park Hae-il, Bae Doona y Go Ah-sung. La película se centra en una criatura que ataca Seúl, secuestra una niña y el esfuerzo de su disfuncional familia para lograr cooperar entre sí y rescatarla. Según Bong, se inspiró en el artículo de un periódico local sobre un pez deformado y con espina en forma de S que había sido atrapado en el río Han.
Tras el éxito del trabajo previo del director, Memorias de un asesino, The Host fue un filme esperado por muchos. Fue estrenada el 27 de julio de 2006 en un número récord de cines en Corea. Se vendieron 13 millones de boletos, convirtiéndola (en ese entonces) en la película surcoreana más taquillera de la historia. La película fue lanzada de manera limitada en los Estados Unidos el 9 de marzo de 2007 y en formato DVD, Blu-ray y HD DVD el 24 de julio de 2007. Ganó varios premios, incluyendo el de mejor película en los Asian Film Awards y en los Blue Dragon Film Awards.

## Argumento
En el año 2000, un científico estadounidense asignado a un laboratorio en Seúl ordena vaciar en el desagüe un centenar de botellas de formaldehído, debido a que le molestaba que se hubieran cubierto de polvo. Aunque su ayudante le advierte que el producto es altamente tóxico y con propiedades mutágenas, lo obliga a desecharlas, por lo que a través del drenaje el producto químico llega hasta el río Han que atraviesa Seúl. Dos años más tarde, un par de pescadores encuentran en el agua una pequeña criatura de aspecto inquietante, a la que dejan suelta después que muerde a uno de ellos; tiempo después un suicida se arroja desde el puente Wonhyo, pero antes de caer ve en el agua algo que lo aterroriza.
En 2006, los habitantes de la ciudad observan sorprendidos un extraño monstruo que cuelga del puente Wonhyo. En realidad es una forma de vida mutante que emergió del río Han y aterroriza a los habitantes de la ciudad que pasan el día en sus tranquilas y soleadas orillas. En el parque junto al río, la familia Park opera un puesto de comidas para los campistas; el abuelo Hee-bong, un hombre trabajador y preocupado de su familia, su hijo mayor Gang-du, un hombre desaseado y holgazán, Hyun-seo, la hija de Gang-du y orgullo de la familia y sus tíos: Nam-il, un universitario desempleado que culpa al gobierno de todos sus problemas y Nam-joo, experta en tiro con arco, pero quien no logró obtener galardones en este deporte puesto es muy lenta para hacer las cosas, razón por la que fue descalificada. Cuando la bestia ataca el parque, entre las personas involucradas en el ataque se encuentra un militar estadounidense que es herido por la bestia al intentar hacerle frente junto a Gang-du. Hyun-seo es atrapada por la bestia, que huye nuevamente a los drenajes llevándosela consigo. En el refugio de las víctimas del ataque, la familia Park llora la presunta muerte de Hyun-seo. En el recinto hacen acto de presencia representantes del gobierno vistiendo trajes de peligro biológico y se llevan por la fuerza a todo aquel que haya tenido algún contacto con la bestia. El gobierno anuncia que la criatura es, además de un peligro directo, portadora de un virus letal con el que ya ha infectado al estadounidense que se enfrentó a ella.
Mientras se encuentra en cuarentena en el hospital, Gang-du recibe la inesperada llamada de su hija desde las alcantarillas de la ciudad, quien ha sobrevivido y logrado hacer funcionar temporalmente el teléfono móvil de un cadáver. Ante la inoperancia del gobierno, el cual se muestra más interesado en aislar el supuesto virus y experimentar con los afectados, la familia escapa con la determinación de rescatar a Hyun-seo. Usando sus últimos ahorros compran armas y trajes de aislamiento en el mercado negro para infiltrarse en el parque, ahora una zona restringida, con el plan de inspeccionar la zona, cazar a la bestia y rescatar a la niña. Sin embargo, en la confrontación con el anfibio Hee-bong muere, Gang-du es atrapado por el ejército mientras que Nam-il y Nam-joo se separan al escapar. Para capturar a los hermanos aún en fuga, el gobierno los acusa de ser portadores del virus y ofrece una enorme recompensa a quien los entregue, por lo que deben esconderse y huir incluso de sus propios amigos.
El parque es declarado zona de cuarentena y aislado, cosa que dos hermanos indigentes, un adolescente llamado Se-jin (Lee Jae-eung) y su pequeño hermano Se-joo (Lee Dong-ho), aprovechan para entrar al sector y robar comida de los locales de la zona de descanso. Desgraciadamente, la bestia se encontraba buscando alimento en el sitio, por lo que los ataca y, aparentemente, devora. Nam-il consigue la ayuda de un compañero de universidad para localizar la procedencia de la llamada telefónica de su sobrina, pero es traicionado por este, aunque logra escapar y enviar la información a su hermana. Gang-du, atrapado en un hospital, oye como los científicos estadounidenses reconocen que no existe prueba de la existencia de algún virus, debido a que el soldado herido enfermó por otra causa, pero seguirán usando a Gang-du en experimentos por si encontraran algo. Mientras los científicos toman una muestra de su tejido cerebral, Gang-du toma a una enfermera como rehén y escapa al parque para enfrentar nuevamente a la bestia.
Nam-il consigue la ayuda de un vagabundo y juntos fabrican cócteles molotov, mientras Nam-joo prepara su arco para matar a la bestia. Hyun-seo sobrevive oculta en una tubería en la guarida donde la criatura regurgita los cuerpos de sus víctimas para devorarlos más tarde. Entre los cadáveres encuentra a ambos hermanos, descubriendo que Se-joo ha sobrevivido ileso, por lo que se dedica a protegerlo. La joven planea utilizar la ropa de las víctimas para fabricar una cuerda y escapar, pero sus planes fallan y son engullidos por la criatura que sale nuevamente a la superficie con ambos en su boca. 
Cuando Gang-du descubre que su hija está dentro de la bestia la persigue hasta la orilla del río, donde el gobierno dispersa una arma química llamada «Agente amarillo» para combatir el virus ficticio. El agente amarillo colapsa a la criatura el tiempo suficiente para que Gang-du extraiga los cuerpos de los niños de su interior y cuando intenta huir, Nam-il la persigue lanzándole cócteles molotov aunque sin lograr acertarle, hasta que el vagabundo que lo ayudó baña al monstruo con gasolina. El último cóctel cae al suelo Nam-joo usa la mecha encendida para improvisar una flecha incendiaria que dispara a la criatura, encendiendo así su cuerpo. La criatura intenta huir al río, pero Gang-du la embosca y empala con una señal de tráfico rota. Hyun-seo no sobrevivió el estar tanto tiempo dentro de la criatura, pero al comprender que su hija murió protegiendo al pequeño niño, Gang-du lo adopta.
Varios meses después del incidente, la calma ha vuelto a la ciudad donde ya es invierno; Gang-du y su hijo adoptivo ahora manejan el negocio de su difunto padre, lugar donde también viven. Gang-du ha cambiado y ahora es un hombre serio, limpio, responsable y trabajador. Sin embargo, cada noche tras enviar a dormir al pequeño niño, se asegura rifle en mano que el río esté en calma y nada se asome a la superficie.

## Reparto
- Song Kang-ho como Park Gang-du.
- Byun Hee-bong como Park Hee-bong.
- Park Hae-il como Park Nam-il.
- Bae Doona como Park Nam-joo.
- Go Ah-sung como Park Hyun-seo.
- Oh Dal-su como Voz del Gwoemul.
- Lee Jae-eung como Se-jin.
- Lee Dong-ho como Se-joo.
- Yoon Je-moon como el vagabundo.[3]
- Yim Pil-sung como el superior de Nam-il, "Gordo Guevara".
- Kim Roi-ha como hombre de amarillo 1 (en el funeral).
- Park No-sik como un oficial de investigación.
- Go Soo-hee como una enfermera.
- David Joseph Anselmo como Donald White.
- Yoo Seung-mok como un conductor de taxi.
- Scott Wilson como Doctor militar de EE. UU.
- Paul Lazar como médico americano.
- Brian Lee como joven médico surcoreano.
- Kim Hak-sun como el Sr. Kim.

## Producción
El tercer filme dirigido por Bong Joon-ho contó con un presupuesto de 10 billones de wones, un valor elevado según los estándares del país.
La criatura fue diseñada por Chin Wei-chen, mientras que el modelado lo realizó Weta Workshop y el animatronic es de John Cox's Creature Workshop. Los CGI para el filme fueron realizados por The Orphanage, estudio que ha trabajado en éxitos cinematográficos como Superman Returns, Piratas del Caribe: El cofre del hombre muerto y Piratas del Caribe: En el fin del mundo.

## Éxito
En Corea del Sur se convirtió rápidamente en la película más taquillera de la historia, alcanzando los 13 millones de entradas vendidas (más de un cuarto de la población de país). De esta manera, se considera la pieza cinematográfica con más recaudación en toda la historia de Asia, duplicando los resultados de taquilla de otras superproducciones de Hollywood.

## Premios y galardones
Premios
- Annual Asian Film Awards (Festival Internacional de Cine de Hong Kong)
  - Mejor Película
  - Mejor Actor, Song Kang-ho
  - Mejor fotografía, Hyung-ku Kim
  - Mejores efectos especiales, The Host

- Baek Sang Art Awards
  - Mejor película
  - Mejor actriz revelación, Ah-sung Ko

- Fantasporto (Festival Internacional de Cine de Oporto)
  - Mejor Director, Joon-ho Bong

- Festival de Cine Asia-Pacífico
  - Mejor montaje, Seon Min Kim
  - Mejor sonido, Tae-young Choi
  - Mejor actor de reparto, Hie-bong Byeon

- Festival de Sitges
  - Mejores efectos especiales, desconocido
  - Premio Orient Express, Joon-ho Bong

- Grand Bell Award, Corea del Sur
  - Mejor director, Joon-ho Bong
  - Mejor montaje, Seon Min Kim

- Premios Blue Dragon
  - Mejor película
  - Mejor actriz revelación, Ah-sung ko
  - Mejor actor de reparto, Hie-bong Byeon
  - Mejores Efectos Especiales

- Premios de Cine de Corea
  - Mejor Película
  - Mejor director, Bong Joo-ho
  - Mejor fotografía, Hyung-ku Kim
  - Mejor iluminación, Lee Kang-seon
  - Mejores efectos especiales, The Host
  - Mejores efectos sonoros, Choi Tae-yeong

- Festival de Cine de Jun Daejong
  - Mejor director, Joon-Ho Bong
  - Mejor montaje, Seon Min Kim

- 9th Director's Cut Awards
  - Mejor actor, Park Hae-il

Nominaciones
- Premios Empire, Reino Unido
  - Mejor película de terror

- Festival de Cine de Jun Daejong
  - Mejor Película
  - Mejor actor, Song Kang-ho
  - Mejor actor de reparto, Hie-bong Byeon
  - Mejor actriz de reparto, Ah-Sung Ko
  - Mejor planificación, Choi Young Bae
  - Mejor fotografía, Hyung-ku Kim
  - Mejor iluminación, Lee Kan San y Jung Young Min
  - Mejores efectos especiales, The Orphanage, EON, Kwak Tae Young, Hwang Go Kyun y Kim Byung Ki
  - Mejores efectos sonoros, Lee Seung Chul, Choi Tae-yeong

- Grand Bell Awards, Corea del Sur
  - Mejor Actor, Song Kang-ho
  - Mejor fotografía, Hyung-ku Kim
  - Mejor actor de reparto, Hie-bong Byeon
  - Mejor actriz de reparto, Ah-Sung Ko
  - Mejor película

- Hong Kong film Awards
  - Mejor película asiática

- Saturn Awards, USA
  - Mejor Película Internacional
  - Mejor interpretación by a Young Actor, Ah-Sung Ko

## Secuela
Ante el gran impacto del filme, Chungeoram Productions anunció la producción de una secuela que debía estrenarse en 2008. El filme contaba con un nuevo director y un presupuesto de 10,7 millones de dólares; sin embargo, pasada esta fecha, no se vio concretado el proyecto. 
En noviembre de 2014 el estudio volvió a anunciar su intención de comenzar a rodar en 2015 y estrenarla en cines en 2016; sin embargo, para enero de 2017 aún no existía evidencia de que el rodaje se hubiera llevado a cabo.

## Adaptación
American Film Market anunció en 2006 que Universal Pictures había adquirido los derechos para la realización de la versión estadounidense de The Host. Del filme se encarga también Vertigo Entertainment, que ya ha trabajado con remakes como The Ring y The Departed. Después se anunció que Bong Joon-ho escribiría el guion.